# جيمس إل. هودجز
جيمس إل. هودجز (بالإنجليزية: James L. Hodges)‏ هو محامي وسياسي أمريكي، ولد في 24 أبريل 1790 في تونتون في الولايات المتحدة، وتوفي بنفس المكان في 8 مارس 1846. حزبياً، نشط في الحزب الوطني الجمهوري ‏. وقد انتخب عضو مجلس النواب الأمريكي.